# Ificle
Ificle (in greco antico: Ἰφικλής?, Iphiklḕs) o Ificlo è un personaggio della mitologia greca. Fu fratello gemello di Eracle e partecipò alla caccia del cinghiale calidonio.

## Genealogia
Figlio di Anfitrione e Alcmena. 
Sposò in prime nozze Automedusa, da cui ebbe il figlio Iolao, e in seguito fu il padre di due figli avuti da Pirra.

## Mitologia

### Concepimento e nascita
Anfitrione, re di Tebe, era partito in guerra, lasciando a casa la moglie Alcmena. Approfittando dell'assenza del re, Zeus ne prese l'aspetto per giacere con Alcmena, concependo Eracle. 
Quando il vero Anfitrione tornò dalla guerra, si unì anch'egli ad Alcmena concependo Ificle, che nacque una notte dopo la nascita del gemello.

### Imprese e morte

#### Apollodoro
Mai come Eracle, ma comunque forte e coraggioso, partecipò con lui alla caccia al cinghiale calidonio che devastava le terre del re Oineo e a una spedizione punitiva contro il re di Sparta, Lacedemone, dove fu ucciso nei combattimenti successivi.

#### Pausania
Combatté con Eracle contro gli abitanti di Orcomeno (i nemici di Creonte) e fu presente nella quinta fatica del fratello quando, nella lite che avvenne in seguito, fu ferito dai Molionidi e dai figli di Attore (re di Elis e fratello di Augia), quindi portato a Fenea in Arcadia per essere curato. Bufago e sua moglie Promne fecero del loro meglio, ma a causa delle gravi ferite Ificle perì. Pausania scrive anche che gli abitanti di Fenea portavano onori alla sua tomba.

### Dopo la morte
Eracle fu ancora una volta reso folle da Era e così gettò nel fuoco i due figli di Ificle e Pirra.